# Traktorgrävare

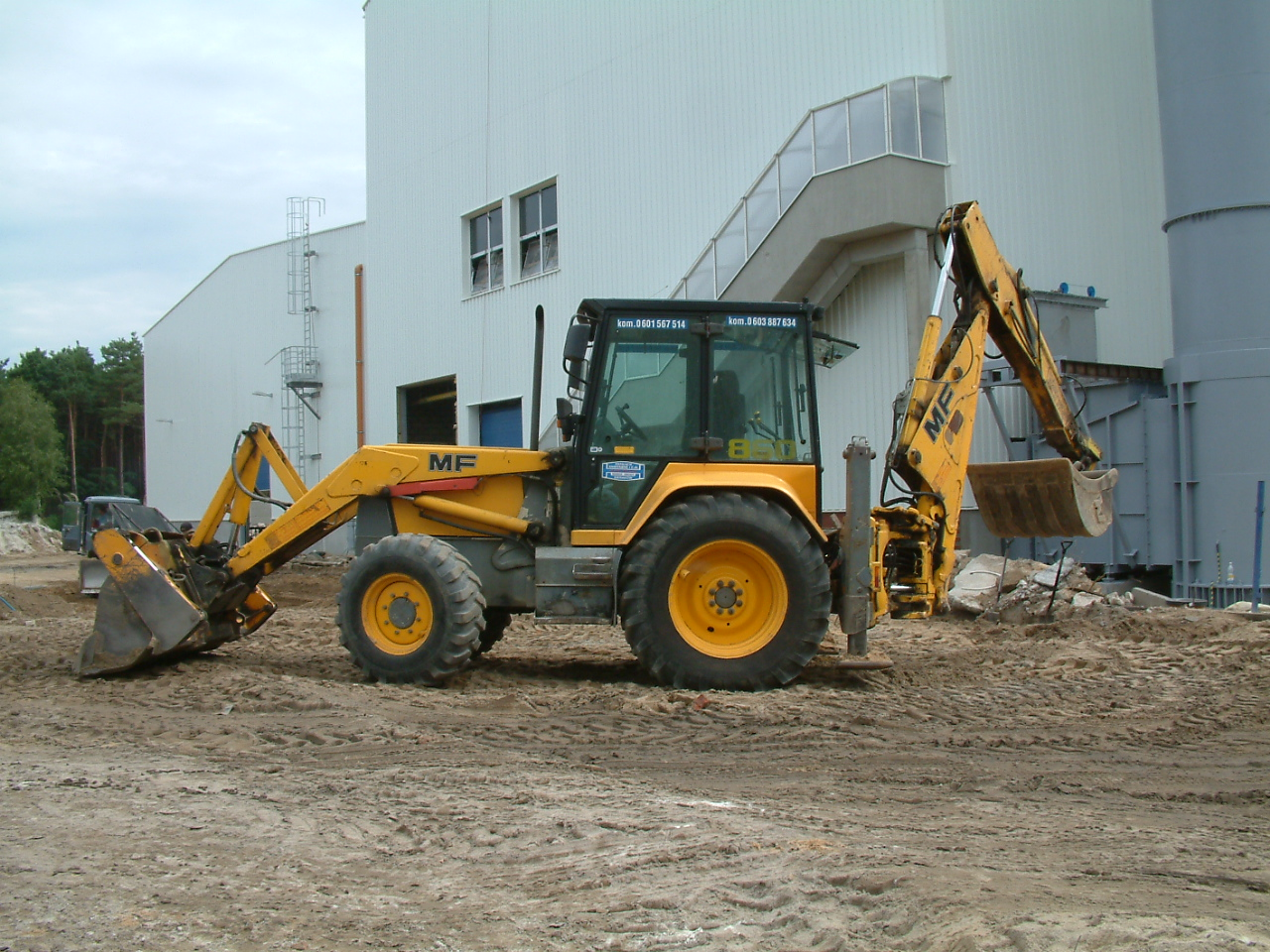
En europeisk traktorgrävare; med grävaggregat och markstabiliserare.

Traktorgrävare är en typ av anläggningsmaskin som kombinerar traktorns och grävmaskinens egenskaper.

## Historia

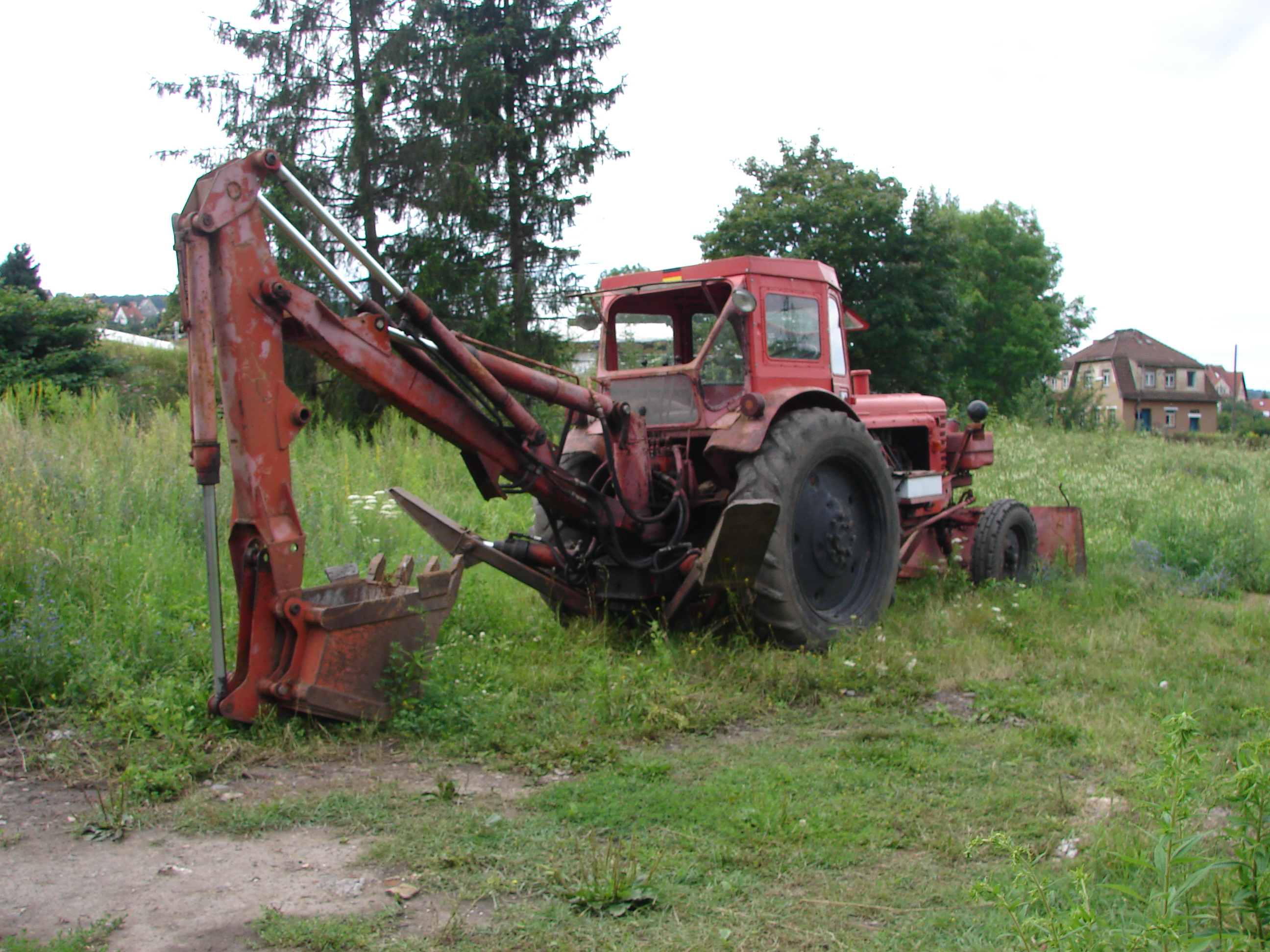
Traktorgrävare Belarus MTS 50

Joseph Bamford, JCB uppfann år 1953 världens första traktorgrävare.

## Konstruktion
När traktorgrävaren introducerades var det en jordbrukstraktor som utrustats med frontlastare och en grävarm bakom maskinen. Med tiden kom konceptet att utvecklas till den grad att en ny typ av anläggningsmaskin skapades, grävlastaren som har midjestyrning.

### Nordiska tillverkare av traktorgrävare
I Norden har traktorgrävaren utvecklats till en avancerad multifunktionsmaskin tack vare tillverkare som kombinerar robust konstruktion med teknisk innovation. En framstående aktör är finska Lännen Tractors, som specialiserar sig på hjulburna grävlastare för arbete i både stadsmiljö och terräng. Deras maskiner är särskilt uppskattade av kommuner, energibolag och järnvägsentreprenörer – tack vare möjligheten att kombinera grävning, lastning och transport i ett och samma fordon. Även svenska Volvo Construction Equipment bidrar till marknaden med kraftfulla och driftsäkra lösningar, medan Valtra, också från Finland, erbjuder anpassningsbara traktorer som kan utrustas med grävaggregat. I Norge har Lundberg Hymas och svenska Huddig gjort sig ett namn med maskiner som möter höga krav på flexibilitet och arbetskapacitet under nordiska förhållanden. Tillsammans representerar dessa tillverkare en stark industriell tradition där mångsidighet, hållbarhet och klimatanpassning står i centrum.